# Xanny
«Xanny» (estilizado en minúsculas) es una canción de la cantante estadounidense Billie Eilish. Se lanzó el 29 de marzo de 2019, a través de Interscope Records y Darkroom Records junto al lanzamiento de su álbum de estudio When We All Fall Asleep, Where Do We Go? (2019). La pista fue escrita por la cantante junto a su hermano Finneas O'Connell.

## Antecedentes y composición
El título de la canción se refiere a la droga Xanax. Eilish contó a The Guardian sobre la glorificación del uso de drogas, específicamente cuando se trata de adolescentes y de adultos jóvenes. Ella reveló que el tema está cercano a su corazón y que la canción no se trata necesariamente de decirle a las personas que no consuman drogas, sino que se mantengan a salvo y declaren: «No quiero que mis amigos mueran más».
Eilish se inspiró para escribir la pista, después de asistir a una fiesta en la que sus amigas «seguían vomitando y seguían bebiendo más» y, en consecuencia, se volvían «completamente desconocidas». Mientras grababan la canción, Eilish y su hermano crearon un sonido inspirado en una niña que soplaba humo de cigarrillo junto con una batería y un bucle inspirado en el jazz para replicar la sensación de estar «en el humo de segunda mano». Eilish ha citado a Frank Sinatra, Michael Bublé y la canción «So Sorry» de Feist como influencias para la escritura y producción de la canción.

## Vídeo musical
Eilish lanzó el video musical oficial autodirigido para «Xanny» el 5 de diciembre de 2019. En el video, una Eilish de cabello castaño está sentada en un banco la mayor parte del tiempo. «Estoy muy emocionada de compartir mi debut como directora... Las imágenes son muy importantes para mí y estoy muy orgullosa de estar en un lugar donde puedo presentar mi visión creativa exactamente como quiero», comentó la cantante sobre el vídeo.

## Créditos y personal
Créditos adaptados de Tidal.
- Casey Cuayo - asistente de mezcla, personal de estudio
- John Greenham - ingeniero de masterización, personal de estudio
- Rob Kinelski - mezcla, personal de estudio
- Billie Eilish O'Connell - voz, composición
- Finneas O'Connell - productor, composición

## Posicionamiento en listas
| Listas (2019)                      | Mejor posición |
| ---------------------------------- | -------------- |
| Alemania (Official German Charts)  | 78             |
| Australia (ARIA)                   | 10             |
| Canadá (Canadian Hot 100)          | 26             |
| Estados Unidos (Billboard Hot 100) | 35             |
| Francia (SNEP)                     | 189            |
| Italia (FIMI)                      | 91             |
| Noruega (VG-lista)                 | 35             |
| Nueva Zelanda Hot Singles (RMNZ)   | 22             |
| Países Bajos (Single Top 100)      | 48             |
| Portugal (AFP)                     | 34             |
| Suecia (Sverigetopplistan)         | 32             |

## Certificaciones
| País (organismo certificador) | Certificación | Unidades certificadas |
| ----------------------------- | ------------- | --------------------- |
| Canadá (Music Canada)         | Oro           | 40 000                |